# NGC 6704
NGC 6704 ist ein offener Sternhaufen vom Trumpler-Typ I3m im Sternbild Schild.
Entdeckt wurde das Objekt am 23. Juli 1854 von August Winnecke.